# Marche des Gorges bleues
La Marche des Gorges bleues est un court duo de chambre pour piccolo et glockenspiel de Leoš Janáček. Composé en 1924 et dédié à son copiste Vaclav Sedlacek, il fut publié dans le Lidove noviny du 15 mars 1924. Une version originale est pour piccolo, glockenspiel et tambour piccolo.

## Analyse de l'œuvre
C'est une petite marche sur un thème pastoral rythmé avec des traits conclusifs virtuoses et accompagnement modal.
- Durée d'exécution : trois minutes.